# Carnegie (efternamn)
För andra betydelser, se Carnegie.
Carnegie är ett skotskt och svenskt efternamn som 2015 bars av fem personer i Sverige och kan syfta på:
- Andrew Carnegie (1835–1919), skotsk-amerikansk industriman och filantrop.
- Dale Carnegie (1888–1955), amerikansk författare, talare och företagare.
- David Carnegie den äldre (1772–1837), skotsk-svensk industriman. Son till George farbror till David den yngre.
- David Carnegie den yngre (1813–1890), skotsk-svensk handels- och industriman. Brorson till David den äldre.
- David Carnegie Jr. (1871–1900), skotsk-australisk upptäcktsresande.
- George Carnegie (1726–1799), skotsk-svensk köpman. Fader till David den äldre.